# 斯基杜冰原島峰
64°23′S 59°45′W / 64.383°S 59.750°W
斯基杜冰原島峰（英語：Skidoo Nunatak），是南極洲的冰原島峰，位於葛拉漢地的努登舍爾德海岸，處於諾德韋爾峰東南面2.4公里，海拔高度935米，現時由南極條約體系管理。